# Ntaruka (vattendrag i Burundi, Ruyigi)
Ntaruka är ett vattendrag i Burundi.   Det ligger i provinsen Ruyigi, i den centrala delen av landet, 100 km öster om huvudstaden Bujumbura.
I omgivningarna runt Ntaruka växer huvudsakligen savannskog. Runt Ntaruka är det ganska tätbefolkat, med 144 invånare per kvadratkilometer.